# Svarthuvad todityrann
Svarthuvad todityrann (Todirostrum nigriceps) är en fågel i familjen tyranner inom ordningen tättingar.

## Utseende och läte
Svarthuvad todityrann är en mycket liten fågel med proportionellt stort huvud, bred näbb och kort stjärt. Den har mestadels svart huvud med vit strupe, gult på buken och olovgrön rygg. Den är mycket lik gråryggig todityrann, men urskiljer sig genom mörkt öga och den vita strupen. Bland lätena hörs serier med insektslika tjippanden.

## Utbredning och systematik
Fågeln förekommer i sluttningen mot Karibien i Costa Rica och söderut till västra Ecuador och nordvästra Venezuela. Den behandlas som monotypisk, det vill säga att den inte delas in i några underarter.

### Familjetillhörighet
Arten placeras traditionellt i familjen tyranner. DNA-studier visar dock att Tyrannidae består av fem klader som skildes åt redan under oligocen,, varför vissa auktoriteter behandlar dem som egna familjer. Svarthuvad todityrann med släktingar bryts då ut till familjen Pipromorphidae.

## Levnadssätt
Svarthuvad todityrann hittas i skogar, vanligen i mer högväxta miljöer än gråryggig todityrann. Den tenderar att hålla sig högt uppe i trädtaket och kan därför vara svår att få syn på.

## Status och hot
Arten har ett stort utbredningsområde, men tros minska i antal, dock inte tillräckligt kraftigt för att den ska betraktas som hotad. Internationella naturvårdsunionen IUCN listar arten som livskraftig (LC). Beståndet uppskattas till i storleksordningen en halv miljon till fem miljoner vuxna individer.